# Macrotus californicus
Macrotus californicus је врста сисара из реда слепих мишева. 

## Распрострањење
Врста је присутна у Мексику и Сједињеним Америчким Државама.

## Станиште
Врста Macrotus californicus има станиште на копну.

## Угроженост
Ова врста није угрожена, и наведена је као последња брига јер има широко распрострањење.

### Популациони тренд
Популација ове врсте је стабилна, судећи по доступним подацима.